# United States Marine Corps Silent Drill Platoon
Le United States Marine Corps Silent Drill Platoon est un peloton de 24 hommes de l'United States Marine Corps. Cette unité exécute des exercices de démonstration (en). Son but est de donner un exemple de la discipline et du professionnalisme du Marine Corps.

## Histoire
Le Silent Drill Platoon s'est produit pour la première fois en 1948. Devant la réaction du public, leur spectacle a été intégré à la parade ordinaire de Marine Barracks, Washington, D.C. (en)

## Exercice
Les Marines exécutent un exercice avec leur fusil M1 Garand à baïonnette. L'exercice se conclut par une inspection des fusils.

## Sélection et entrainement
Les Marines sont choisis parmi les étudiants de deux écoles d'infantrie, situées à Camp Pendleton, Californie, et à Camp Lejeune, Caroline du Nord. Les Marines sélectionnés sont envoyés à Marine Barracks, Washington, D.C. (en), pour deux ans.